# 花巻東高等学校
花巻東高等学校（はなまきひがしこうとうがっこう、英: Hanamaki Higashi High School）は、岩手県花巻市に所在する私立高等学校。
略称は「花東（はなとう）」。

## 沿革
花巻商業高等学校
- 1954年 - 浪商学園創立者の徳永四郎、各種学校の花巻商業専門学院を開校
- 1956年 - 学校法人花巻学園認可。花巻商業専門学院を高等学校に転換し花巻商業高等学校開校（男女共学。全日制・定時制の課程・商業科）
- 1957年 - 定時制を廃止。校舎を移転
- 1962年 - 普通科を設置
- 1975年 - 富士短期大学付属花巻高等学校に校名変更。

谷村学院高等学校
- 1957年 - 谷村学院高等学校開校（女子のみ。普通科）
- 1958年 - 校舎を移転
- 1969年 - 普通科を男女共学制へ変更
- 1970年 - 電子科を設置

花巻東高等学校
- 1981年 - 谷村学院高等学校と富士短期大学付属花巻高等学校の合併が決定
- 1982年 - 上記2校が合併し、学校法人谷村学院花巻東高等学校が花巻市花城町に開校（男女共学。普通科、商業科、電子科）
- 1996年 - 新校舎完成に伴い花巻市松園町へ移転
- 1998年 - 学校法人名を谷村学院から花巻学院に改称。商業科、電子科を募集停止。普通科にコース制を制定
- 2002年 - 特別進学コースを設置
- 2006年 - 創立50周年記念式典が開催される
- 2011年 - アスリート特進コースを設置。現コースを改編

## 設置課程
- 全日制課程
  - 普通科
    - 特別進学コース
    - スポーツコース
    - 進学コース（2年次より文理選択）
    - ビジネスコース

## 学習の特色
代々木ゼミナール、東進ハイスクール、河合塾など、大手予備校の通信衛星授業を受信して指導するなど、進学指導設備が充実している。

## 部活動

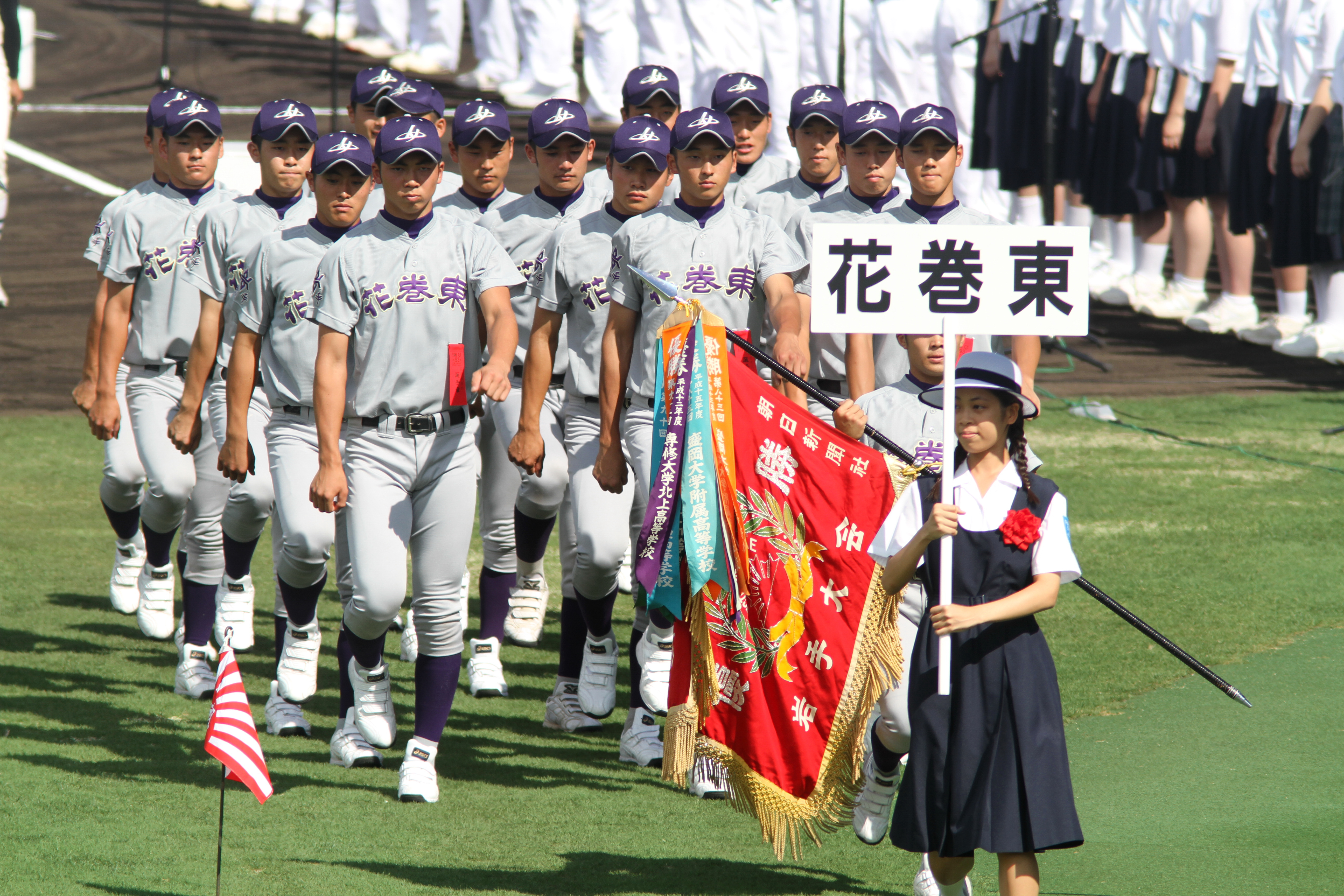
第93回全国高等学校野球選手権大会開会式にて。行進最前列右側は大谷翔平

硬式野球部は日本の高校野球界の名門として知られ、数々の大会で逆転劇を繰り広げてきたことから「逆転の花巻東」の異名を持つ。花巻商業時代も含め、夏10回・春4回甲子園に出場している。
エース菊池雄星を擁した、2009年春（第81回）では岩手県勢初の選抜決勝進出を果たし、決勝戦で清峰に0-1で敗れたものの準優勝を果たした。その後同年8月に出場した第91回には、岩手県代表としては90年ぶりのベスト4の成績を上げ、2013年夏（第95回）でもベスト4の成績を上げた。
また、女子硬式野球部（2020年4月創部、当時の部員13名、監督は三鬼賢常）は、同校OBの大谷翔平や菊池雄星の支援も受けて男女共の優勝を目指す中、第13回全高等学校女子硬式野球ユース大会（2022年8月30日-ナゴヤ球場）で準優勝、第24回全国高等学校女子硬式野球選抜大会（2023年4月2日-東京ドーム）で、男子野球部やその他運動部などの声援の下、準優勝で大会を終えた。2023年度から監督は沼田尚志となり、三鬼は総監督となる。部員は2023年度67名。
サッカー部は2018年より元日本代表柱谷哲二がテクニカルアドバイザーに就任したのに続いて、マイナビベガルタ仙台レディースの監督だった越後和男がテクニカルコーチに就任して強化を図った。
その他、女子駅伝、水泳部、女子ソフトボール部の活躍も目立っている。
運動部
- 男子硬式野球部
- 女子硬式野球部（2020年度より）[10]
- 男子バスケットボール部
- 女子バスケットボール部
- 剣道部
- サッカー部
- 弓道部
- 女子ソフトボール部
- 男子ソフトテニス部
- 女子ソフトテニス部
- 男子卓球部
- 女子卓球部
- 男子バドミントン部
- 女子バドミントン部
- 陸上競技部
- 水泳部
- 男子バレーボール部
- 女子バレーバール部
- 柔道部
- 男子ラグビー部（平成27年度創部）
- 女子ラグビー部（同上）
- 軟式野球部

文化部
- ダンス部（令和5年度創部）[11]
- 書道部
- 吹奏楽部
- 美術部
- 茶道部
- 家庭部

同好会
- 国際交流ESS
- マルチメディア

## 著名な出身者
野球

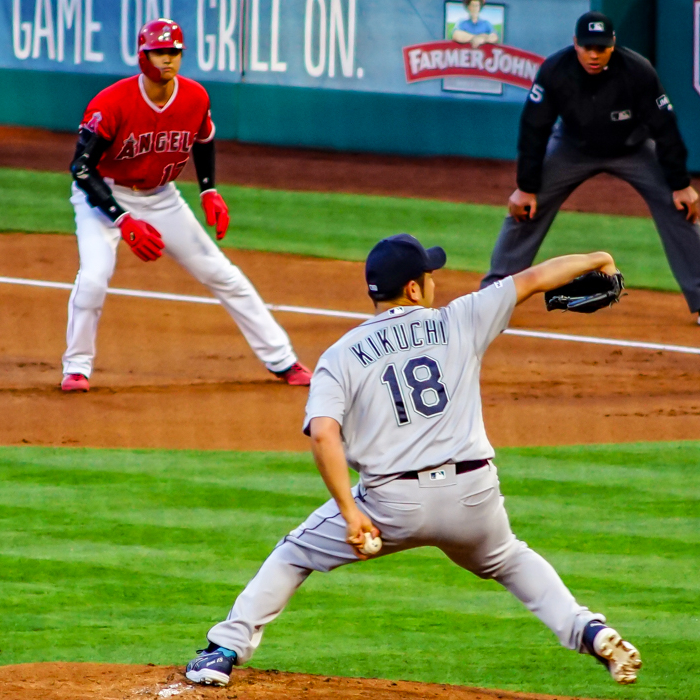
菊池雄星（手前の投手）と大谷翔平（奥・左の走者）は、いずれも花巻東から日本プロ野球を経てメジャーリーグベースボール入りした。複数のメジャーリーガーを輩出した日本の高校は、花巻東が史上6校目である。この写真が撮影された6月8日は投手・菊池と打者・大谷の対決が3打数あり、大谷が2安打1本塁打を記録している

- 阿部雄厚 - 元プロ野球選手（近鉄バファローズ）
- 阿部成宏 - 元プロ野球選手（読売ジャイアンツ）
- 泉沢彰 - 元プロ野球選手（西鉄ライオンズ）
- 神農清治 - 元プロ野球選手（ロッテオリオンズ）
- 菊池雄星[14] - プロ野球選手（ロサンゼルス・エンゼルス投手）
- 大谷翔平[14] - プロ野球選手（ロサンゼルス・ドジャース投手兼外野手）
- 岸里亮佑 - 元プロ野球選手（北海道日本ハムファイターズ外野手）
- 高橋樹也 - 元プロ野球選手（広島東洋カープ投手）
- 千葉耕太 - 元プロ野球選手（東北楽天ゴールデンイーグルス投手）
- 松本遼大 - プロ野球選手（北海道日本ハムファイターズ投手）
- 西舘勇陽[15] - プロ野球選手（読売ジャイアンツ投手）

その他
- 工藤環奈 - ソフトボール選手（ビックカメラ高崎ビークイーン）
- 沢木冬吾 - 小説家（新潮ミステリー倶楽部賞特別賞受賞）
- STGM - アコースティックデュオ
- 谷村海那 - プロサッカー選手（横浜F・マリノス）

## 著名な教職員・関係者
- 佐々木洋（硬式野球部監督）
- 柱谷哲二（サッカー部テクニカルアドバイザー、元サッカー日本代表選手）
- 清水康也（サッカー部監督）
- 斎藤春香（ソフトボール部監督）
- 松岡弘（女子硬式野球部特別コーチ）

## 施設等
- グラウンド
- 多目的グラウンド
- 野球グラウンド

野球グラウンドのバックネット裏には菊池雄星と大谷翔平の両選手の、2021年オールスター戦同時選出の記念碑（2022年寄贈）と2023年シーズン同時2桁勝利達成の記念碑（2024年4月寄贈）が設置されている。
なお、校門の前を通る自転車道は花巻電鉄花巻温泉線の跡である。

## アクセス
- JR東北本線・釜石線花巻駅より徒歩25分。
- 花巻駅から岩手県交通バス花巻温泉行き、台温泉行き、天下田住宅行きで約10分、「松園町」下車。徒歩5分。